# Кашина Мусано (Алесандрија)
Кашина Мусано је насеље у Италији у округу Алесандрија, региону Пијемонт.
Према процени из 2011. у насељу је живело 10 становника. Насеље се налази на надморској висини од 199 м.